# Juan David Pérez
Juan David Pérez Benítez (Montelíbano, Córdoba, Colombia, 23 de marzo de 1991) es un futbolista colombiano. Juega como delantero y su equipo actual es Club Deportivo Victoria de la Liga Hondubet.

## Trayectoria
Juan David nació en Montelíbano, Córdoba y allí apareció Jorge Banguera, un señor amante del fútbol, quien se llevó a cinco jóvenes jugadores a Medellín para probarse en Envigado. Juan terminó en el popular equipo 'Ferroválvulas', de donde salieron varios futbolistas profesionales, y fue allí donde supo que iba a ser futbolista profesional.
En 'Ferroválvulas' estuvo tres años, marcó 42 goles, y de allí dio el salto a Boyacá Chicó.

### Boyacá Chicó
Juan David Pérez inició su carrera en 2012 en el Boyacá Chicó. Rápidamente se hizo conocido por sus goles.

### Independiente Medellín
Estuvo cerca de 4 temporada en Boyacá Chicó.
Pérez, viene de ser protagonista las últimas temporadas con Boyacá Chicó y fue adquirido por un grupo de inversión, el cual lo cedió en préstamo.
Con el elenco de la ciudad de Medellín sería finalista en el Torneo Finalización 2014. y aportando 4 goles en la campaña.

### Atlético Junior
Juan David Pérez se convierte en la esperanza goleadora de Atlético Junior para el presente torneo, luego de que pasara los exámenes médicos y llegara a un acuerdo económico para militar en el club barranquillero por los próximos seis meses. Con el Junior terminó siendo campeón de la Copa Colombia 2015 al vencer a Independiente Santa Fe 2-1 en el global

### Club Tijuana
El grupo inversor que es dueño del pase de Pérez no llegó a un acuerdo con las directivas del Junior, quienes por supuesto quería retener a un jugador que bajo las órdenes de Alexis Mendoza había rendido bien y era útil. Al parecer, dicho grupo tenía las pretensiones de vender al jugador y el cuadro barranquillero quería seguir contando con él a modo de préstamo.
Lo incierto era el equipo al que iba a llegar pero el polémico Miguel "Piojo" Herrera, entrenador de los Xolos, confirmó el fichaje del delantero colombiano que llegaría a hacer dupla con Dayro Moreno.

### Tiburones Rojos de Veracruz
Juan David Pérez no tuvo grandes actuaciones en los Tiburones Rojos de Veracruz, donde no logró asentarse como titular y por momentos ni siquiera estuvo en las convocatorias. Apenas jugó 9 partidos y marcó un tanto en la Liga MX y disputó tres en Copa.
En el cuadro de veracruz dejaría un lindo recuerdo en la retina de los aficionados tras marcarle gol de chilena al Toluca

### Celaya F.C.
El atacante al Celaya Fútbol Club, equipo que disputa la serie de ascenso en México y que buscar llegar a la primera división.

El equipo del colombiano enfrentó a los Cimarrones de Sonora, en el inicio del Liga Ascenso MX 2017, en su debut fue titular y el encargado de poner el 1-0 de la victoria 3 a 1.
El delantero colombiano fue la figura del partido de la sexta fecha del Apertura 2017 marcando doblete en la victoria 3 a 1 sobre Cimarrones de Sonora. El 9 de septiembre marca el gol de la victoria como visitantes sobre Atlético Zacatepec.

 El 6 de febrero de 2018 marca el único gol de la victoria por la mínima frente a Atlético San Luis por la Copa de México. El 16 de febrero le dala victoria a su club por la mínima como visitantes en casa del Atlético San Luis.

### CF Pachuca
El 9 de junio es confirmado como nuevo jugador del Club de Fútbol Pachuca de la Primera División de México. Debuta el 24 de julio por la Copa de México en la victoria 2 por 0 como visitantes frente a su exequipo el Celaya FC. El 31 de julio marca su primer gol en la victoria 2 por 0 sobre Santos Laguna por la Copa México.

### Millonarios F.C.
El 15 de enero de 2019 se oficializa su paso a, Millonarios FC en condición de préstamo a un año con opción de compra. En su primer partido oficial el 27 de enero marca el gol de la victoria por la mínima diferencia como visitantes sobre Envigado FC. El 9 de febrero marca el gol de la victoria 2 por 1 en su visita a Jaguares de Córdoba.El día 16 de febrero marca su tercer gol con Millonarios en su partido ante el Atlético Huila. El 28 de febrero anota su cuarto gol vestido de embajador en la goleada 4-0 al Unión Magdalena.

El 1 de septiembre marca el gol del empate en su visita a Atlético Nacional.

### Once Caldas
El "ratón" hizo su debut con el "Blanco Blanco" el 19 de julio del 2021 en el estreno de su equipo en el campeonato venciendo 1-0 al Atlético Huila en Manizales.
Sus primeros goles los realizó el sábado 21 de agosto al anotar los únicos 2 tantos de su equipo en la derrota 4-2 visitando al Atlético Junior en Barranquilla, partido válido por la fecha 6 de la Liga BetPlay DIMAYOR.
El 11 de septiembre de ese mismo año se reportó otra vez con doblete, partido en que su equipo cayó de local 2-3 con Águilas Doradas en Manizales.

## Clubes
| Club                     | País     | Año         |
| ------------------------ | -------- | ----------- |
| Boyacá Chicó             | Colombia | 2012-2014   |
| Independiente Medellín   | Colombia | 2015        |
| Junior                   | Colombia | 2015        |
| Tijuana                  | México   | 2016        |
| Veracruz                 | México   | 2016        |
| Celaya                   | México   | 2017 - 2018 |
| Pachuca                  | México   | 2018        |
| Millonarios              | Colombia | 2019        |
| América de Cali          | Colombia | 2020        |
| Águilas Doradas (Cesión) | Colombia | 2021        |
| Once Caldas (Cesión)     | Colombia | 2021 - 2022 |
| América de Cali          | Colombia | 2022        |
| Sport Huancayo           | Perú     | 2023        |
| Jaguares de Córdoba      | Colombia | 2023 -      |

## Estadísticas
| Club                              | Temporada           | Liga  | Liga  | Liga   | Copa Nacional | Copa Nacional | Copa Nacional | Copa Internacional | Copa Internacional | Copa Internacional | Total | Total | Total  |
| Club                              | Temporada           | Part. | Goles | Asist. | Part.         | Goles         | Asist.        | Part.              | Goles              | Asist.             | Part. | Goles | Asist. |
| --------------------------------- | ------------------- | ----- | ----- | ------ | ------------- | ------------- | ------------- | ------------------ | ------------------ | ------------------ | ----- | ----- | ------ |
| Boyacá Chicó · Colombia           | 2012                | 29    | 9     | 0      | 13            | 3             | 0             | -                  | -                  | -                  | 42    | 12    | 0      |
| Boyacá Chicó · Colombia           | 2013                | 30    | 7     | 6      | 6             | 2             | 0             | -                  | -                  | -                  | 36    | 9     | 6      |
| Boyacá Chicó · Colombia           | 2014                | 34    | 9     | 6      | 5             | 0             | 0             | -                  | -                  | -                  | 39    | 9     | 6      |
| Boyacá Chicó · Colombia           | Total               | 93    | 25    | 12     | 24            | 5             | 0             | 0                  | 0                  | 0                  | 117   | 30    | 12     |
| Independiente Medellín · Colombia | 2015                | 25    | 4     | 2      | 4             | 0             | 0             | -                  | -                  | -                  | 29    | 4     | 2      |
| Independiente Medellín · Colombia | Total               | 25    | 4     | 2      | 4             | 0             | 0             | 0                  | 0                  | 0                  | 29    | 4     | 2      |
| Junior · Colombia                 | 2015                | 14    | 2     | 0      | 6             | 3             | 0             | 3                  | 1                  | 0                  | 23    | 6     | 0      |
| Junior · Colombia                 | Total               | 14    | 2     | 0      | 6             | 3             | 0             | 3                  | 1                  | 0                  | 23    | 6     | 0      |
| Tijuana · México                  | 2016                | 2     | 0     | 0      | 4             | 0             | 0             | -                  | -                  | -                  | 6     | 0     | 0      |
| Tijuana · México                  | Total               | 2     | 0     | 0      | 4             | 0             | 0             | 0                  | 0                  | 0                  | 6     | 0     | 0      |
| Veracruz · México                 | 2016                | 9     | 1     | 3      | 4             | 0             | 0             | -                  | -                  | -                  | 13    | 1     | 3      |
| Veracruz · México                 | Total               | 9     | 1     | 3      | 4             | 0             | 0             | 0                  | 0                  | 0                  | 13    | 1     | 3      |
| Celaya · México                   | C-2017              | 16    | 6     | 0      | 3             | 0             | 0             | -                  | -                  | -                  | 19    | 6     | 0      |
| Celaya · México                   | 2017-18             | 29    | 8     | 2      | 6             | 1             | 0             | -                  | -                  | -                  | 35    | 9     | 2      |
| Celaya · México                   | Total               | 47    | 14    | 2      | 9             | 1             | 0             | 0                  | 0                  | 0                  | 56    | 15    | 2      |
| Pachuca · México                  | 2018                | 4     | 0     | 0      | 6             | 1             | 1             | -                  | -                  | -                  | 10    | 1     | 1      |
| Pachuca · México                  | Total               | 4     | 0     | 0      | 6             | 1             | 1             | 0                  | 0                  | 0                  | 10    | 1     | 1      |
| Millonarios · Colombia            | 2019                | 36    | 9     | 2      | 3             | 0             | 0             | -                  | -                  | -                  | 39    | 9     | 2      |
| Millonarios · Colombia            | Total               | 36    | 9     | 2      | 3             | 0             | 0             | 0                  | 0                  | 0                  | 39    | 9     | 2      |
| América de Cali · Colombia        | 2020                | 10    | 1     | 0      | 2             | 0             | 0             | 5                  | 0                  | 0                  | 17    | 1     | 0      |
| América de Cali · Colombia        | Total               | 10    | 1     | 0      | 2             | 0             | 0             | 5                  | 0                  | 0                  | 17    | 1     | 0      |
| Águilas Doradas · Colombia        | 2021                | 7     | 1     | 0      | -             | -             | -             | -                  | -                  | -                  | 7     | 1     | 0      |
| Águilas Doradas · Colombia        | Total               | 7     | 1     | 0      | 0             | 0             | 0             | 0                  | 0                  | 0                  | 7     | 1     | 0      |
| Once Caldas · Colombia            | 2021                | 19    | 6     | 1      | 2             | 0             | 0             | -                  | -                  | -                  | 21    | 6     | 1      |
| Once Caldas · Colombia            | 2022                | 12    | 2     | 0      | 2             | 0             | 1             | -                  | -                  | -                  | 14    | 2     | 1      |
| Once Caldas · Colombia            | Total               | 31    | 8     | 1      | 4             | 0             | 1             | 0                  | 0                  | 0                  | 35    | 8     | 2      |
| América de Cali · Colombia        | 2022                | 23    | 4     | 2      | -             | -             | -             | -                  | -                  | -                  | 23    | 4     | 2      |
| América de Cali · Colombia        | Total               | 23    | 4     | 2      | 0             | 0             | 0             | 0                  | 0                  | 0                  | 23    | 4     | 2      |
| Sport Huancayo · Perú             | 2023                | 11    | 2     | 1      | -             | -             | -             | 2                  | 0                  | 0                  | 13    | 2     | 1      |
| Sport Huancayo · Perú             | Total               | 11    | 2     | 1      | 0             | 0             | 0             | 2                  | 0                  | 0                  | 13    | 2     | 1      |
| Jaguares de Córdoba · Colombia    | 2023                | 12    | 0     | 2      | -             | -             | -             | -                  | -                  | -                  | 12    | 0     | 2      |
| Jaguares de Córdoba · Colombia    | Total               | 12    | 0     | 2      | 0             | 0             | 0             | 0                  | 0                  | 0                  | 12    | 0     | 2      |
| Total en su carrera               | Total en su carrera | 324   | 71    | 27     | 65            | 10            | 2             | 10                 | 1                  | 0                  | 399   | 82    | 29     |

## Palmarés

### Campeonatos nacionales
| Título                | Club            | País     | Año  |
| --------------------- | --------------- | -------- | ---- |
| Copa Colombia         | Junior          | Colombia | 2015 |
| Campeonato colombiano | América de Cali | Colombia | 2020 |

#### Campeonatos amistosos
| Título            | Club            | País     | Año  |
| ----------------- | --------------- | -------- | ---- |
| Torneo Fox Sports | Millonarios     | Colombia | 2019 |
| Torneo ESPN       | América de Cali | Colombia | 2020 |

### Distinciones individuales
| Distinción                                             | Año  |
| ------------------------------------------------------ | ---- |
| Segundo goleador histórico del Boyacá Chicó (30 goles) | 2014 |